# 知念村
知念村（ちねんそん）は、かつて沖縄県に存在した村。島尻郡に属した。
2006年1月1日、玉城村、佐敷町、大里村と合併して市制施行し、南城市となった。村役場は久手堅に置かれ、合併後は南城市役所知念庁舎となった。

## 地理
知念村は役場が所在する久手堅を境にして国道331号から佐敷町側の4集落を東部地域、玉城村側の6集落を西部地域と称していた。
沖縄本島南部、知念半島の一部と久高島、コマカ島などから成る。
海岸線に沿って集落があり東は平地が多く、西部は山がちで標高100mの丘陵の中腹に集落がある。

### 字一覧
- 安座真（あざま）
- 海野（うみの）
- 具志堅（ぐしけん）
- 久高（くだか）
- 久手堅（くでけん）
- 久原（くはら）
- 志喜屋（しきや） - 西部地域最大の字（行政区）
- 知名（ちな）
- 知念（ちねん）
- 山里（やまざと）
- 吉富（よしとみ）

### 隣接していた自治体
- 佐敷町（1980年3月まで佐敷村、現在の南城市）
- 玉城村（現在の南城市）

## 歴史
間切時代には志喜屋・上志喜屋・鉢嶺・仲里・山口・具志堅・知念・波田真・寒水・久手堅・安座真・知名・外間・久高の14村があり、間切番所は知念城内にあった。
- 1897年　間切番所が間切役場になる。
- 仲里・具志堅・波田真・寒水が廃村
- 1908年4月1日 - 島嶼町村制施行により、知念間切が知念村となる。志喜屋・山里・知念・久手堅・安座真・知名・久高の7字。
知名から海野と久原が分立。8字となる。
久手堅から富貴利（現吉富）、知念から具志堅が分立。11字となる。
- 1945年 - 久手堅から志喜屋までの6字と玉城村の百名・仲村渠が避難民の収容所となり人口が2万5千人以上に膨れ上がる。沖縄諮詢会がまとめた地方行政緊急措置要綱に基づき知念市が発足し、庁舎が志喜屋に置かれる。
- 2006年1月1日 - 佐敷町・玉城村・大里村と合併し南城市となり、知念村が消滅。

## 現在の南城市知念地域
合併後、住所は南城市の次に旧村名の「知念」が頭につき「南城市知念字○○」となった。字知念でも「知念字知念」となる。

### 教育
- 南城市立知念中学校
- 南城市立知念小学校
- 南城市立久高小中学校
- 南城市立知念幼稚園
- 南城市立久高幼稚園

### 交通
道路
- 国道331号
- 沖縄県道86号南風原知念線（主要地方道）
- 沖縄県道236号玉城那覇自転車道線（沖縄のみち自転車道）

路線バス
東陽バス、琉球バス交通、沖縄バスが村内を運行している。
- 38番・志喜屋（与那原廻り）線（東陽バス）
- 41番・つきしろの街線（沖縄バス）
- 53番・志喜屋（富里廻り）線（琉球バス交通）
38番、53番ともに正式名称は「志喜屋線」である。本項では区別のために経由地を付した。

船舶
- 久高（徳仁港） - 安座真港 （久高海運）　1日6往復（高速船ニューくだか3往復、フェリーくだか3往復）

港湾
- 安座真港
- 徳仁港（久高島）

### 主要施設
- 沖縄刑務所（具志堅）
- 航空自衛隊知念分屯地（知念）
- 陸上自衛隊知念分屯地（知念）
- 守礼カントリークラブ（久原、同施設が入っている須久名山に佐敷テレビ中継局がある）

## 名所・旧跡・祭事

### 名所・旧跡

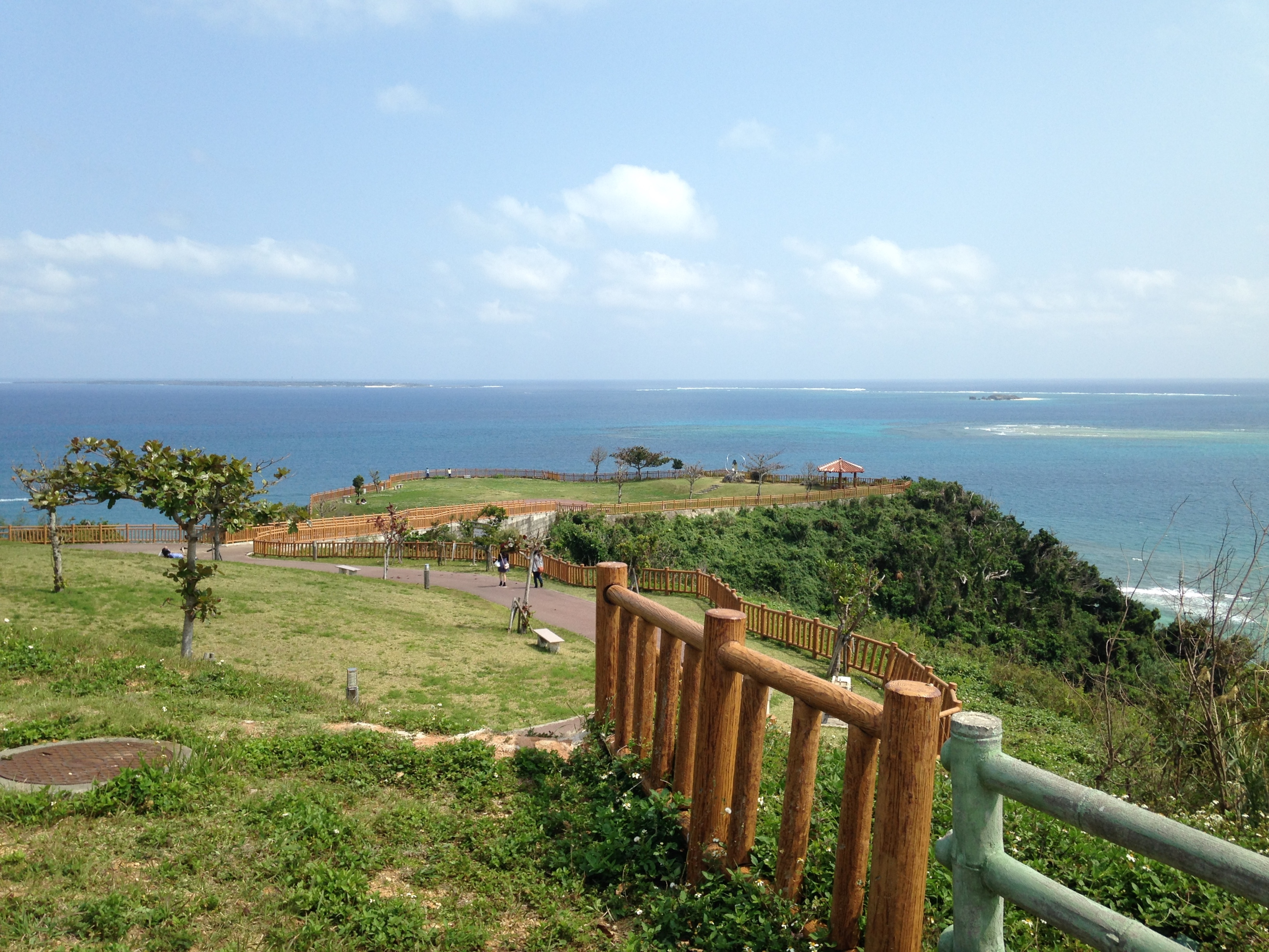
知念岬公園。沖合に久高島（左）とクマカ島（右）が浮かぶ

- 斎場御嶽（琉球王国のグスク及び関連遺産群）
- 久高島
- 知念城跡
- ニライカナイ橋

### 祭事
- イザイホー：久高島で12年に一度行われる祭
- ー伝統の競漕ー帆掛サバニフェスタin南城2007年より、あざまサンサンビーチ（南城市知念字安座真）にて毎年9月に開催。